# Volo Merpati Nusantara Airlines 6517
Il volo Merpati Nusantara Airlines 6517 (MZ6517/MNA6517) è stato un collegamento nazionale di linea da Bajawa a Kupang, in Indonesia. Il 10 giugno 2013, lo Xian MA60 che operava sulla rotta si è schiantato sulla pista durante l'atterraggio all'aeroporto El Tari di Kupang, ferendo 25 occupanti, cinque in modo grave. L'aereo è stato gravemente danneggiato nell'impatto e successivamente demolito.
Le indagini del Comitato nazionale per la sicurezza dei trasporti, assistito dall'Amministrazione dell'aviazione civile della Cina, hanno concluso che l'errata gestione dei comandi dei motori da parte dell'equipaggio di volo ha portato a una perdita di spinta e di portanza dell'elica poco prima dell'atterraggio, causando un atterraggio duro che ha superato di gran lunga i limiti strutturali della cellula.

## L'aereo
Il velivolo coinvolto nell'incidente era uno Xian MA60 registrato in Indonesia PK-MZO con numero di serie 608. Era spinto da due Pratt & Whitney Canada PW127J. Effettuò il primo volo nel 2010 con un totale di 4 486 ore di volo e 4 133 cicli. L'aereo era stato consegnato alla Merpati Nusantara Airlines nel 2010.

## Passeggeri ed equipaggio
Il volo 6517 trasportava 50 persone tra passeggeri ed equipaggio, e tutti i passeggeri a bordo, tranne due, un passeggero e un equipaggio, erano indonesiani. Un passeggero era un cittadino statunitense, identificato come Aloysius Deene. Il copilota era malese. Tuttavia, diversi media riportarono falsamente la nazionalità del copilota come della Corea del Sud. Il pilota del volo è stato identificato come Aditya Pri Joewono e il copilota come Au Young Vunpin. Il comandante Aditya era entrato a far parte della compagnia il 1º novembre 1994. Aveva un totale di 12 530 ore di volo, di cui 2 050 sullo Xian MA60. Il primo ufficiale Vunpin era nuovo nella compagnia e aveva appena acquisito un totale di 58 ore di volo. Il portavoce di Merpati dichiarò che il primo ufficiale Vunpin era ancora in fase di addestramento, essendo entrato a far parte della compagnia da soli 3 mesi. Il primo ufficiale Vunpin era in addestramento con circa 141 ore, di cui 24 come osservatore. L'operatore aveva previsto di verificare che il primo ufficiale Vunpin fosse un primo ufficiale qualificato nel programma successivo, ma lui aveva richiesto un altro programma di più giorni per essere più sicuro prima del controllo.

## L'incidente
Il volo 6517 partì dall'aeroporto di Bajawa Turulelo-Soa alle 09:00 ora locale con a bordo 46 passeggeri e 4 membri dell'equipaggio, con un orario di arrivo previsto per le 9:40. Il volo avvenne tranquillamente fino all'atterraggio. Il primo ufficiale Au Young Vunpin era il pilota ai comandi e il comandante Aditya Pri Joewono monitorava gli strumenti. Alle 09:22, l'equipaggio effettuò la prima comunicazione con il controllore della torre di El Tari e comunicò la propria posizione e il mantenimento di 11 500 piedi (3 500 m). Il pilota ricevette l'informazione che la pista in uso era la 07 e le informazioni meteorologiche. Il volo 6517 scese poi approvando la sua autorizzazione di discesa a 5 000 piedi (1 500 m). Alle 09.38 ora locale, l'equipaggio riferì che l'aeromobile stava superando i 10 500 piedi (3 200 m) e dichiarò che il volo era in visual meteorological conditions (VMC). L'aeroporto ottenne quindi il contatto visivo con il volo 6517 e lo autorizzò ad atterrare. Alle 09.51, l'equipaggio riferì di trovarsi in finale ed estese il carrello d'atterraggio.
Alle 10:15, il volo 6517 rimbalzò tre volte e si schiantò sulla pista. Si spezzò in due sezioni. Sia l'ala sinistra che l'ala destra si piegarono in avanti (l'intera struttura alare si separò intatta dalla fusoliera che collassò sotto il suo stesso peso) ed entrambe le eliche furono distrutte. Al momento dello schianto si era verificata anche una forte esplosione. L'aereo sbandò per diversi metri. Dopo l'arresto del velivolo, gli assistenti di volo valutarono la situazione e decisero di evacuare i passeggeri attraverso la porta d'ingresso principale posteriore.
In totale, 25 persone rimasero ferite nell'incidente. Un pilota e quattro passeggeri seduti nella fila numero tre, sette e otto riportarono gravi lesioni. Diversi passeggeri feriti subirono uno shock a causa dell'incidente e vennero portati nella sala VVIP di El Tari. Diverse persone vennero ricoverate nell'ospedale militare dell'aeroporto, il Kupang Military Hospital, situato a ovest dell'aeroporto. Molti dei feriti vennero portati all'ospedale pubblico Prof. Dr. WZ Johannes. Il personale militare assistette immediatamente i sopravvissuti.

## Le indagini
Il Vice Ministro dei Trasporti Bambang Susanto ordinò immediatamente tre azioni in risposta all'incidente: il processo di evacuazione dei sopravvissuti, l'immediata indagine da parte del Comitato Nazionale per la Sicurezza dei Trasporti e l'immediata bonifica dell'aeroporto di El Tari.
La maggior parte dei sopravvissuti dichiarò che prima che l'aereo toccasse la pista, il velivolo aveva "ondeggiato e tremato" per diverse volte. Poco dopo, rimbalzò e finì sull'asfalto. Gli investigatori analizzarono l'FDR e il CVR. L'FDR venne scaricato a Surabaya il 13 giugno. Ulteriori analisi vennero condotte a Giacarta. In base all'analisi del FDR, l'avvicinamento non era avvenuto come pubblicato per la pista 07, mentre l'angolo di avvicinamento era superiore a 2,9°. Gli investigatori notarono che la leva di potenza sinistra era in modalità BETA mentre l'altitudine dell'aereo era di circa 112 piedi (34 m), seguita poi dalla leva di potenza destra a 90 piedi (27 m) fino all'impatto con il suolo. L'FDR registrò anche un'accelerazione verticale di +5,99 G seguita da -2,76 G e smise di registrare 0,297 secondi dopo il touchdown. Il CVR venne scaricato il 12 giugno 2013 e conteneva 120 minuti di registrazione di buona qualità. I file audio furono esaminati e risultarono contenere il volo dell'incidente. La registrazione mostrava che il primo ufficiale Vunping intendeva ridurre la potenza per correggere la velocità. In seguito, nella registrazione vennero uditi suoni simili al cambio del motore e dell'elica. Il primo ufficiale Vunpin esclamò "Oops", forse rendendosi conto del suo errore. L'aereo impattò poi con il terreno.
Notata la situazione anomala della leva di spinta, gli investigatori la esaminarono. Le leve di potenza avrebbero dovuto impedire il passaggio dal minimo di volo al minimo di terra durante il volo grazie alla funzione dei sistemi di blocco magnetico elettrico e di arresto meccanico della leva di potenza. Sull'aereo incidentato venne riscontrato che il sistema di blocco magnetico elettrico (blocco della leva di potenza) era in posizione aperta. Con il blocco della leva di potenza in posizione aperta, il solenoide del sistema di blocco magnetico elettrico si disinnesta e consente alla leva di potenza di spostarsi al minimo in volo ogni volta che la fessura di arresto della leva di potenza meccanica viene sollevata. In base ai test al simulatore condotti dall'NTSC, se il motore entra in questa condizione, l'aereo perde portanza e finisce per scendere rapidamente. Il movimento della leva di potenza al minimo a terra fa sì che l'angolo di passo dell'elica cambi in un angolo di passo basso, producendo una notevole resistenza aerodinamica. L'NTSC ha dichiarato che, poiché l'incidente era avvenuto a 112 piedi (34 m), era impossibile non precipitare.
Dagli interrogatori dei funzionari della Merpati emerse che i primi due aeromobili avevano avuto diversi problemi con il sistema di blocco della leva di alimentazione, mentre il sistema di blocco automatico della leva di alimentazione a volte non si apriva dopo l'atterraggio. Nel maggio 2008, il consiglio degli istruttori aveva deciso di rivedere la lista di controllo normale che il sistema Power Lock seleziona su "OPEN" prima dell'atterraggio. Tuttavia, ulteriori analisi rivelarono che non c'erano guasti ai motori.
Gli investigatori si rivolsero quindi al pilota che era ai comandi dell'aereo, il primo ufficiale Vunpin. Aveva esperienza di ritardi nel portare la leva della potenza al minimo a terra durante l'atterraggio. Durante il volo dell'incidente, aveva fatto riferimento all'esperienza precedente e aveva sollevato le fessure di arresto della leva di potenza meccanica durante l'avvicinamento. Si rese conto di aver ritardato la leva di potenza all'indietro a circa 70 piedi (21 m) di altitudine dell'aeromobile e di essere entrato involontariamente nella gamma Beta. Questo problema era diventato la sua convinzione (cognitiva). Il primo ufficiale Vunpin aveva programmato di fare il controllo di volo per ottenere la qualifica di primo ufficiale e voleva dimostrare di essere qualificato. Sapendo di aver ripetuto gli errori nei voli precedenti, ha cercato di dimostrare di averli superati. Tuttavia, spostò involontariamente la leva della potenza oltre il minimo di volo. L'aereo perse la portanza e successivamente si schiantò.